# Мосна (Румунія)
Мосна (рум. Mosna) — село у повіті Долж в Румунії. Входить до складу комуни Брабова.
Село розташоване на відстані 217 км на захід від Бухареста, 35 км на захід від Крайови.

## Населення
За даними перепису населення 2002 року у селі проживали 279 осіб, усі — румуни. Усі жителі села рідною мовою назвали румунську.